# Jakob Silfverberg
Jakob Erik Silfverberg (Gävle, 13 ottobre 1990) è un hockeista su ghiaccio svedese.

## Palmarès

### Olimpiadi invernali
- 1 medaglia:
  - 1 argento (Sochi 2014)

### Mondiali
- 1 medaglia:
  - 1 argento (Slovacchia 2011)